# Wael Jallouz
Wael Jallouz (arabisch وائل جلوز, DMG Wāʾil Ǧallūz; * 3. Mai 1991 in Grombalia, Tunesien) ist ein ehemaliger tunesischer Handballspieler.

## Karriere

### Verein
Jallouz spielte erst beim tunesischen Erstligisten AS Hammamet, mit dem der Rückraumspieler in der Saison 2011/12 den tunesischen Pokal gewann. Im Sommer 2012 nahm er mit dem saudi-arabischen Verein Mudhar Club am Super Globe teil. Des Weiteren wurde er im Oktober und November 2012 im Rahmen der arabischen bzw. afrikanischen Champions League an den saudi-arabischen Klub Al Wahla bzw. den tunesischen Verein Espérance Sportive de Tunis ausgeliehen. Zur Saison 2013/14 wechselte er zum deutschen Bundesligisten THW Kiel, mit dem er 2014 deutscher Meister wurde. Im Sommer 2014 verließ er Kiel und ging in die spanische Liga ASOBAL zum FC Barcelona. Mit Barcelona gewann er 2015, 2016, 2017 und 2018 sowohl die Meisterschaft als auch den spanischen Pokal sowie 2015 die EHF Champions League und 2017 den Super Globe. In der Saison 2018/19 lief er auf Leihbasis für den deutschen Erstligisten Füchse Berlin auf. Die Füchse und der FC Barcelona vereinbarten während der Weltmeisterschaft 2019 das Ende des laufenden Leihgeschäfts. Mit den Füchsen erreichte er das Finale der Vereinsweltmeisterschaft das gegen den FC Barcelona mit 29:24 verloren ging. Der Rückraumspieler war ab Januar 2019 am französischen Verein C’ Chartres Métropole handball ausgeliehen. Nachdem Jallouz aufgrund von Verletzungen keine Partie für den Verein bestreiten konnte, beendete er nach der Saison 2019/20 seine Karriere. Im Oktober 2020 entschloss er sich seine Karriere bei AS Hammamet fortzusetzen. Im Sommer 2021 kehrte Jallouz zum Ligakonkurrenten Espérance Sportive de Tunis zurück, mit dem er im Oktober 2021 die tunesische Meisterschaft gewann. Im November 2022 beendete er seine Karriere.

### Nationalmannschaft
Jallouz bestritt 122 Länderspiele für die tunesische Männer-Handballnationalmannschaft. Mit Tunesien nahm er an den Weltmeisterschaften 2011 und 2013 sowie an den Olympischen Spielen 2012 und 2016 teil. Bei der Handball-Afrikameisterschaft 2014 gewann er die Silbermedaille.
Jallouz gehörte dem Kader der tunesischen Juniorennationalmannschaft an, mit der er bei der Junioren-WM 2011 die Bronzemedaille gewann.

## Privates
Sein Bruder Tarek spielt ebenfalls Handball und gehört dem Kader der tunesischen Auswahl sowie von Espérance Sportive de Tunis an.

## Bundesligabilanz
| Saison    | Verein        | Spielklasse | Spiele | Tore | 7-Meter | Feldtore |
| --------- | ------------- | ----------- | ------ | ---- | ------- | -------- |
| 2013/14   | THW Kiel      | Bundesliga  | 34     | 41   | 2       | 39       |
| 2018/19   | Füchse Berlin | Bundesliga  | 14     | 8    | 0       | 8        |
| 2013–2019 | gesamt        | Bundesliga  | 48     | 49   | 2       | 47       |